# スリーキャッツナイト2008
スリーキャッツナイト2008（Three Cats Night 2008）は、北海道放送（HBCラジオ）で2008年4月6日から同年9月28日まで日曜日の24:30－25:00まで放送されていた、トークバラエティ番組である。

## 概要
パーソナリティ経験1年未満の女性3名による実験番組として、毎週1つのテーマを元にガールズトークを展開した。2008年10月からパーソナリティ3人は2009年3月までナイターオフ番組HBCミュージックナイター「フルカウント!」のアシスタント、ブログは「3キャッツインフルカウント」として継続しそれぞれ曜日別に3人が担当した。
番組名は1976年に放送された深夜番組「スリーキャッツナイト」に由来する。

## パーソナリティ
- MAYU
- 伊藤沙菜（2008年7月より）
- 星りな

過去
- 石橋佳奈（東京進出により、2008年6月まで）

## 話し合われたテーマ
- 浮気・不倫・略奪愛
- 風呂
- 男にゃ分からん 女にゃたまらん女のショッピング バーゲンセール
- 占い
- 男性のどこにグッっとくる？！
- 理想の女性
- 夏に向けて準備しておく事
- プレゼント
- 結婚
- 幸せな時間
- デート
- 自分磨き
- おばけ
- 元気の源
- キレる時・ムカツク時はどうする？！
- 自分のこだわり・モットー
- 大人
- オトコ、オンナ、どっちがイイ？！！
- 人を見るならココを見る印象度の決め手！
- 秋の夜長は、テレビ三昧！！
- 食欲の秋
- あのとき私は・・・。

## 関連番組
- 爆笑問題の日曜サンデー（番組で紹介され、グランプリを取った。）
- 伊藤沙菜の『ココロは童顔です。』